# 藤森照信
藤森照信（英語：Terunobu Fujimori, 1946年11月21日—）是一位日本建筑师、建筑史学家。

## 生平
1946年出生于日本长野县，1971年获得东北大学 (日本)学术学位，同年进入东京大学大学院，师从东京大学生产技术研究所村松贞次郎，1979年获得东京大学博士学位。1985年留校任教。1986年和赤濑川原平、南伸坊共同成立路上观察学会。1991年首个担任设计的神长官守矢史料馆建成。1998年升任教授。2010年加入工学院大学担任教授。2016年担任江户东京博物馆馆长。

## 荣誉
- 1998年获得日本建筑学会奖论文奖
- 2001年获得日本建筑学会奖作品奖

## 画廊

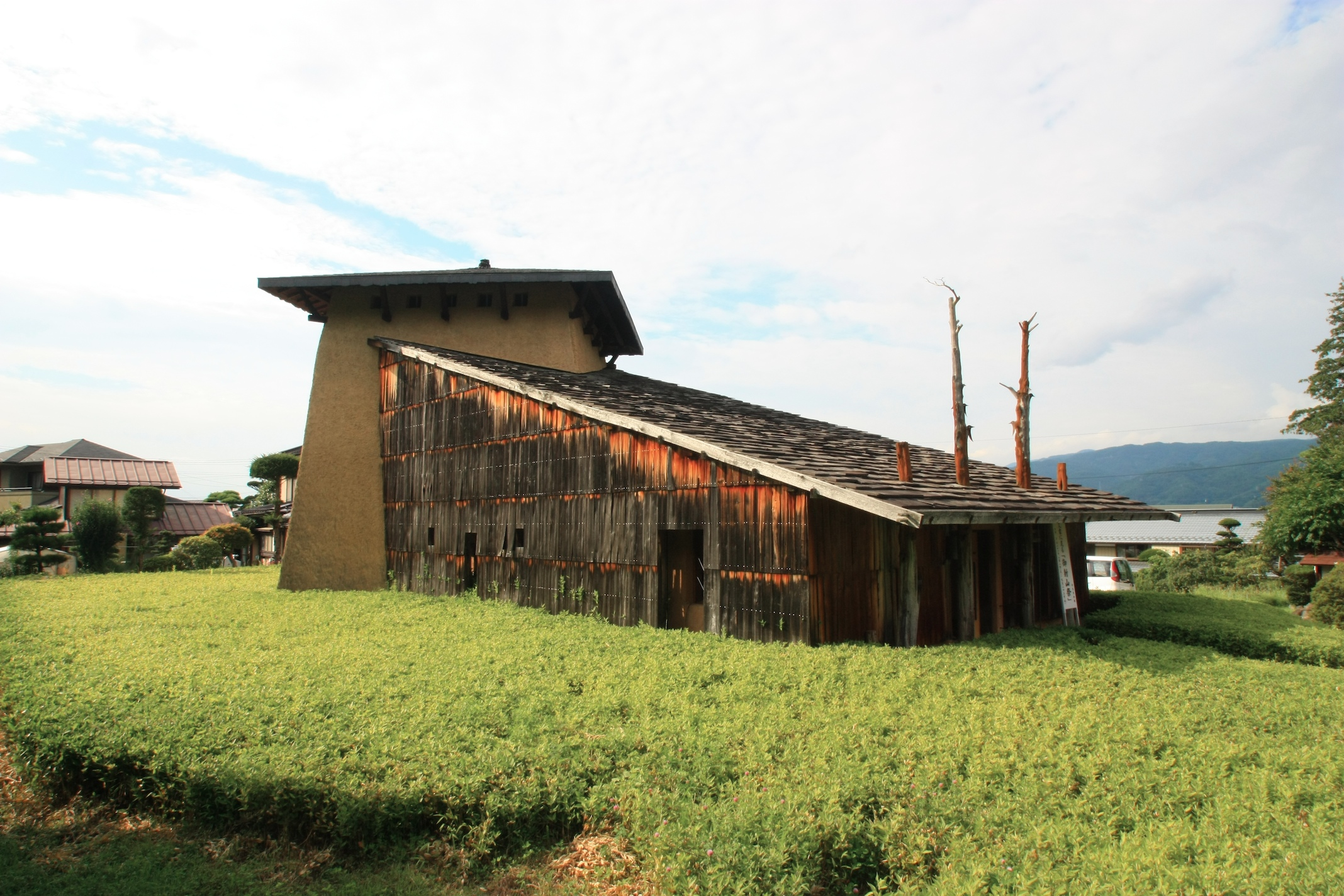
神长官守矢史料馆
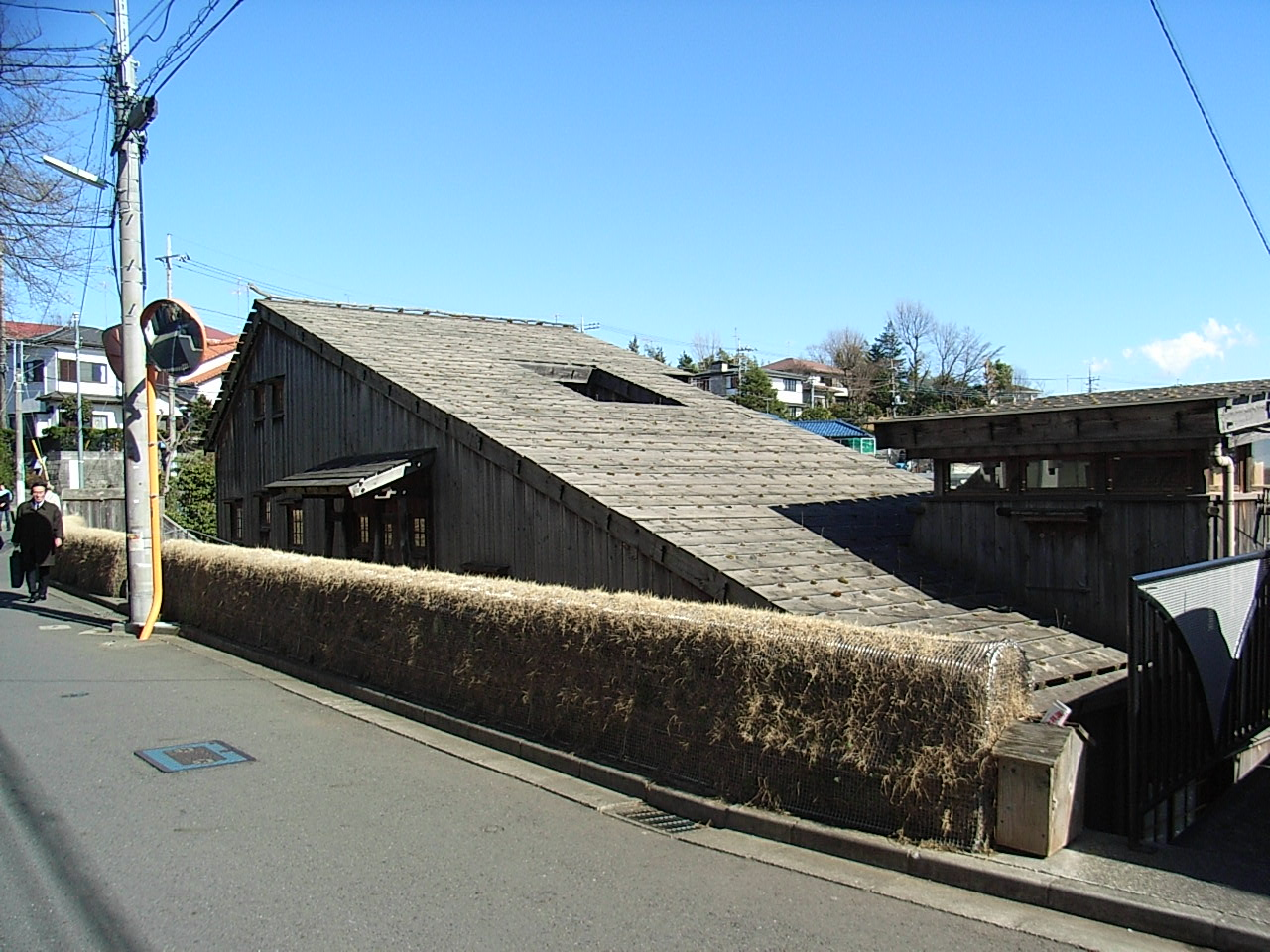
尼拉之家
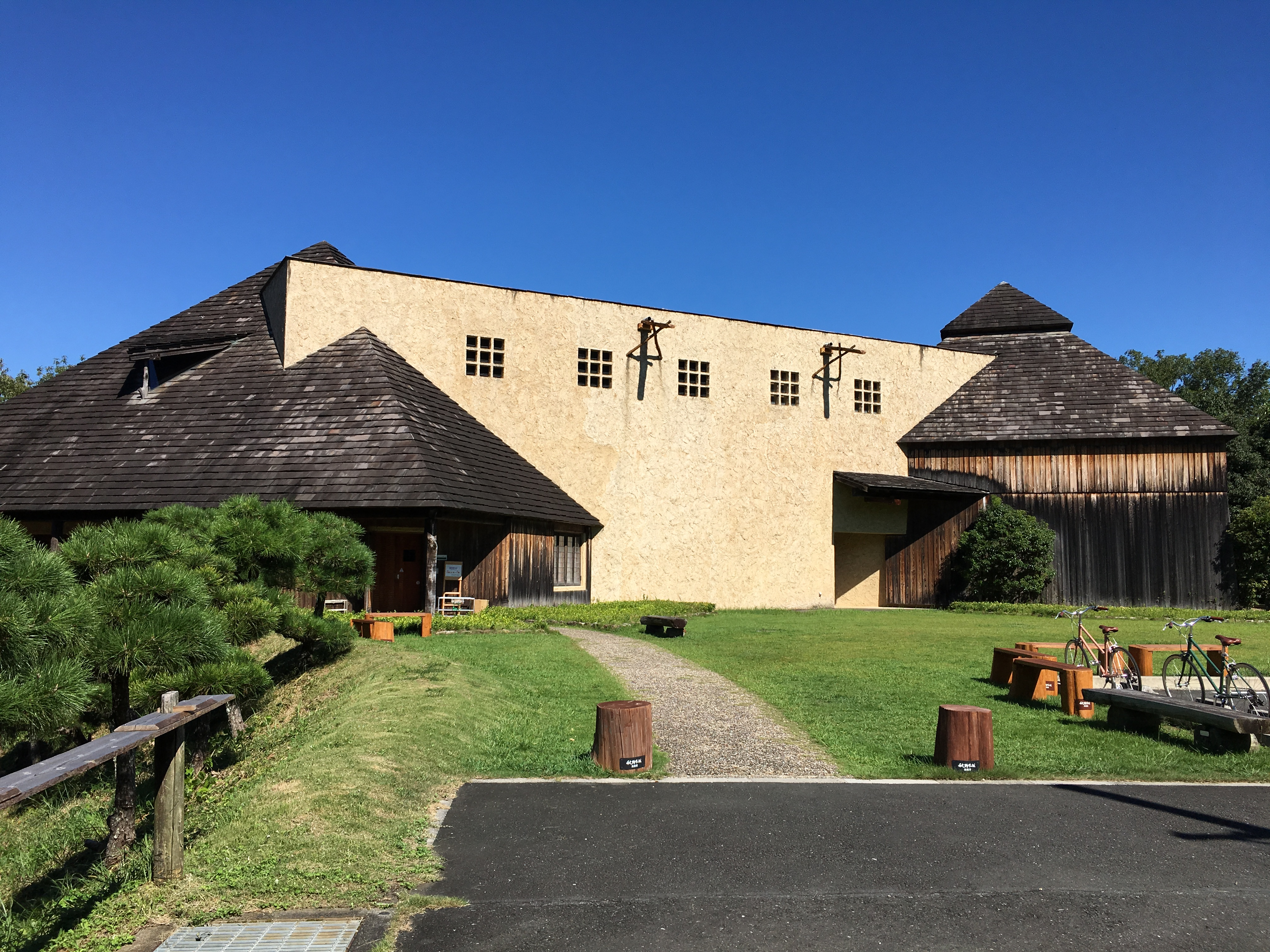
滨松市秋野不矩美术馆
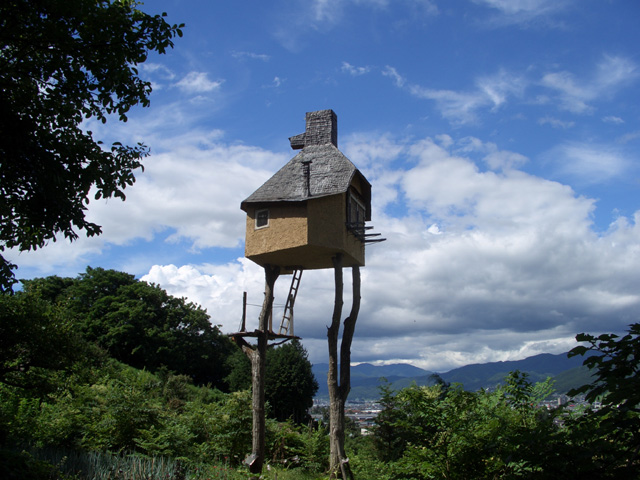
高过庵
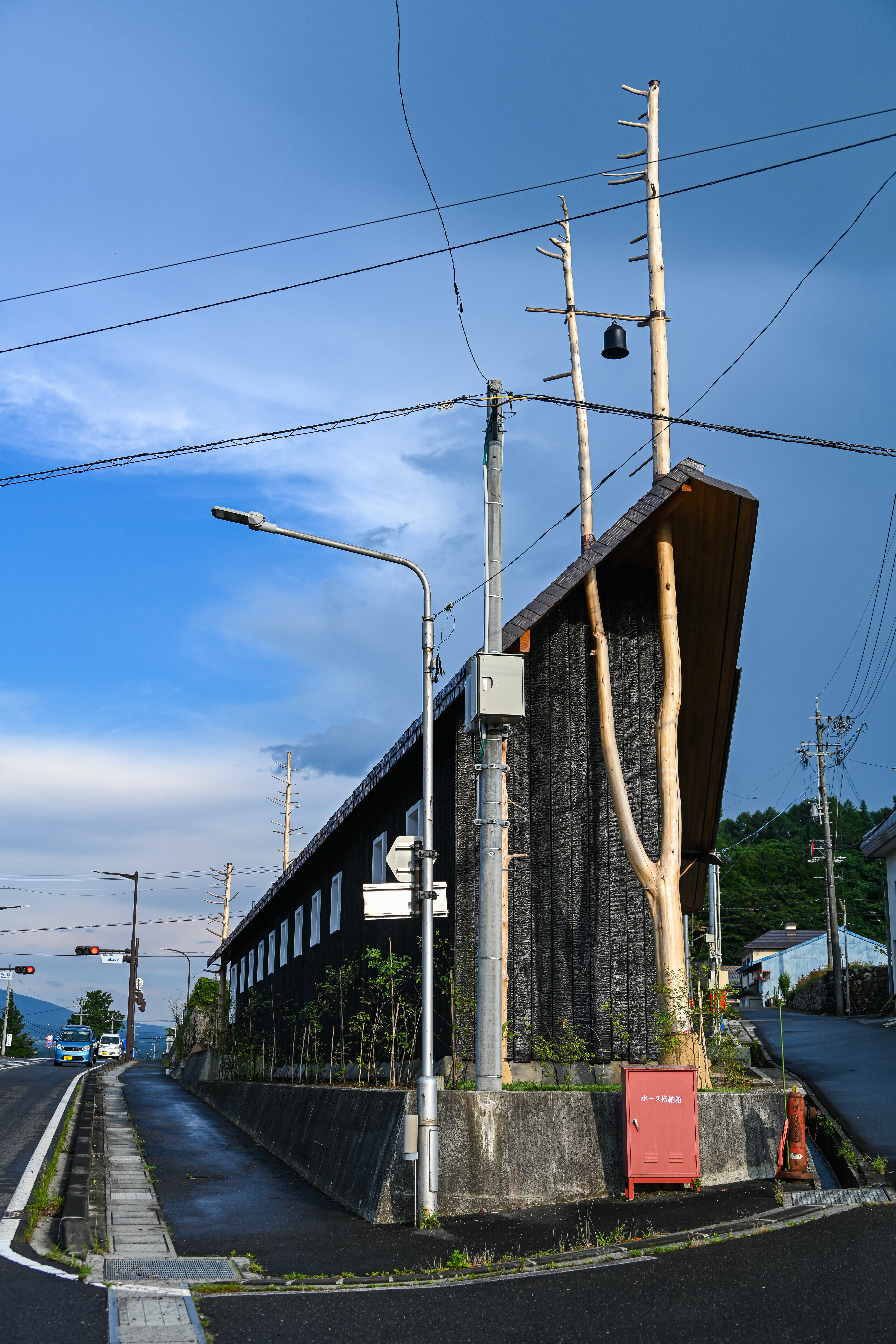
高部公民馆
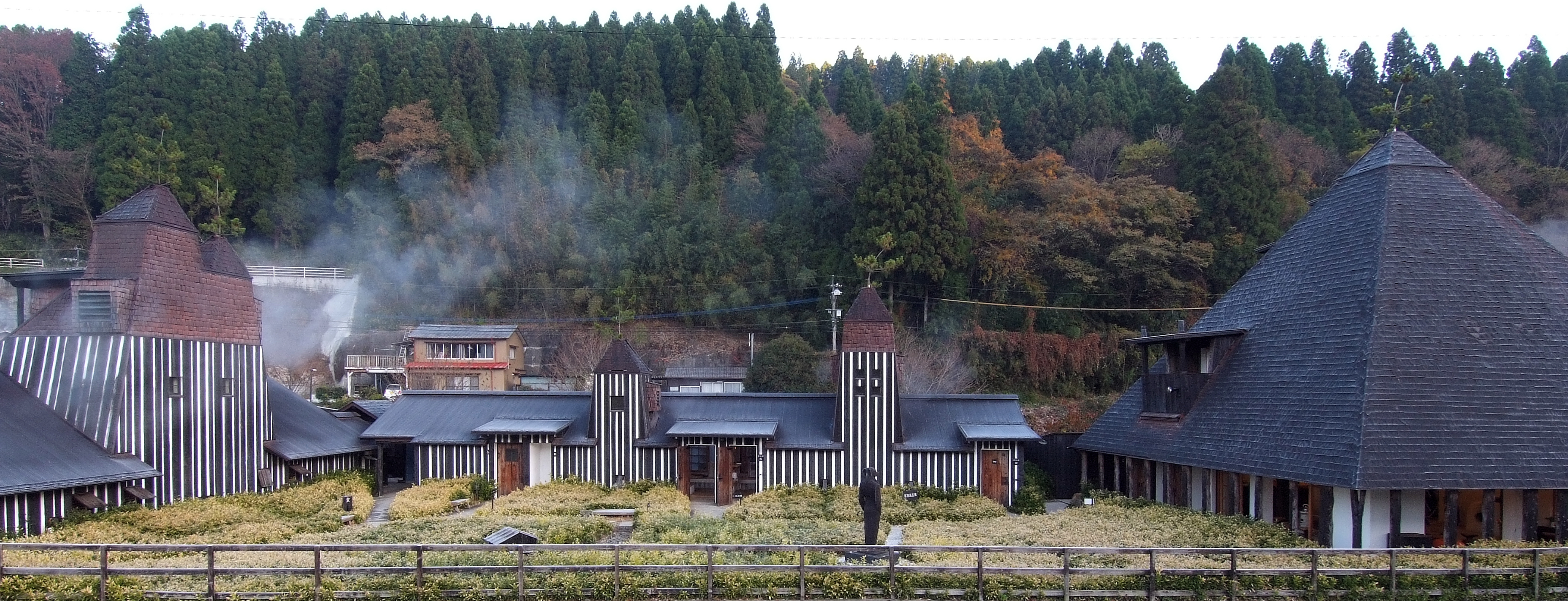
温泉馆
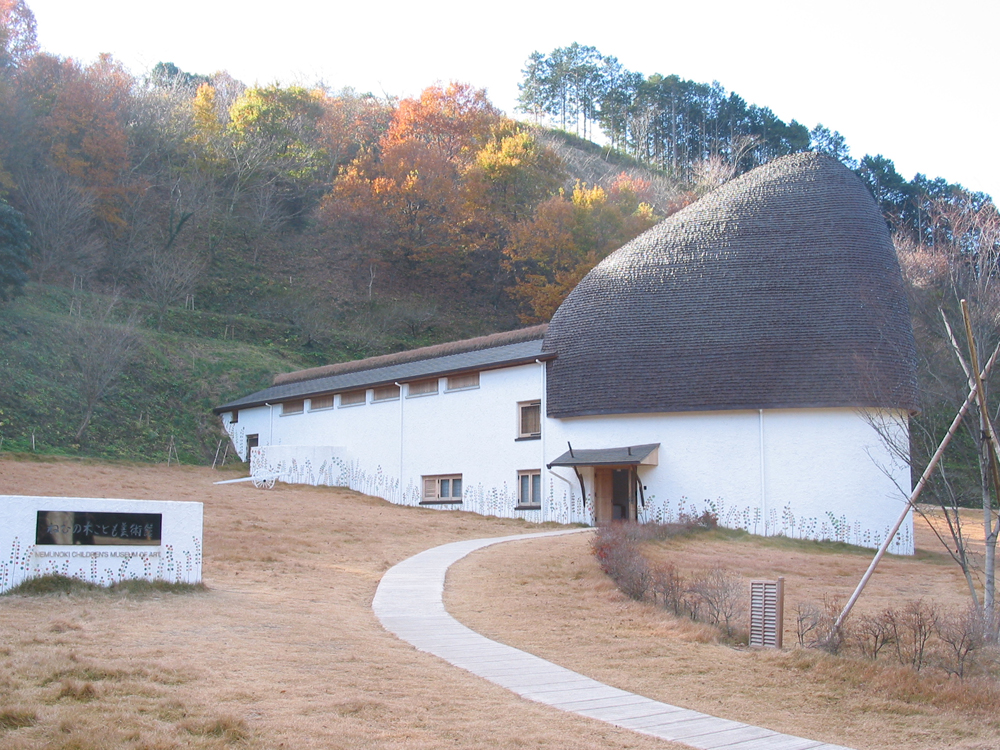
儿童博物馆
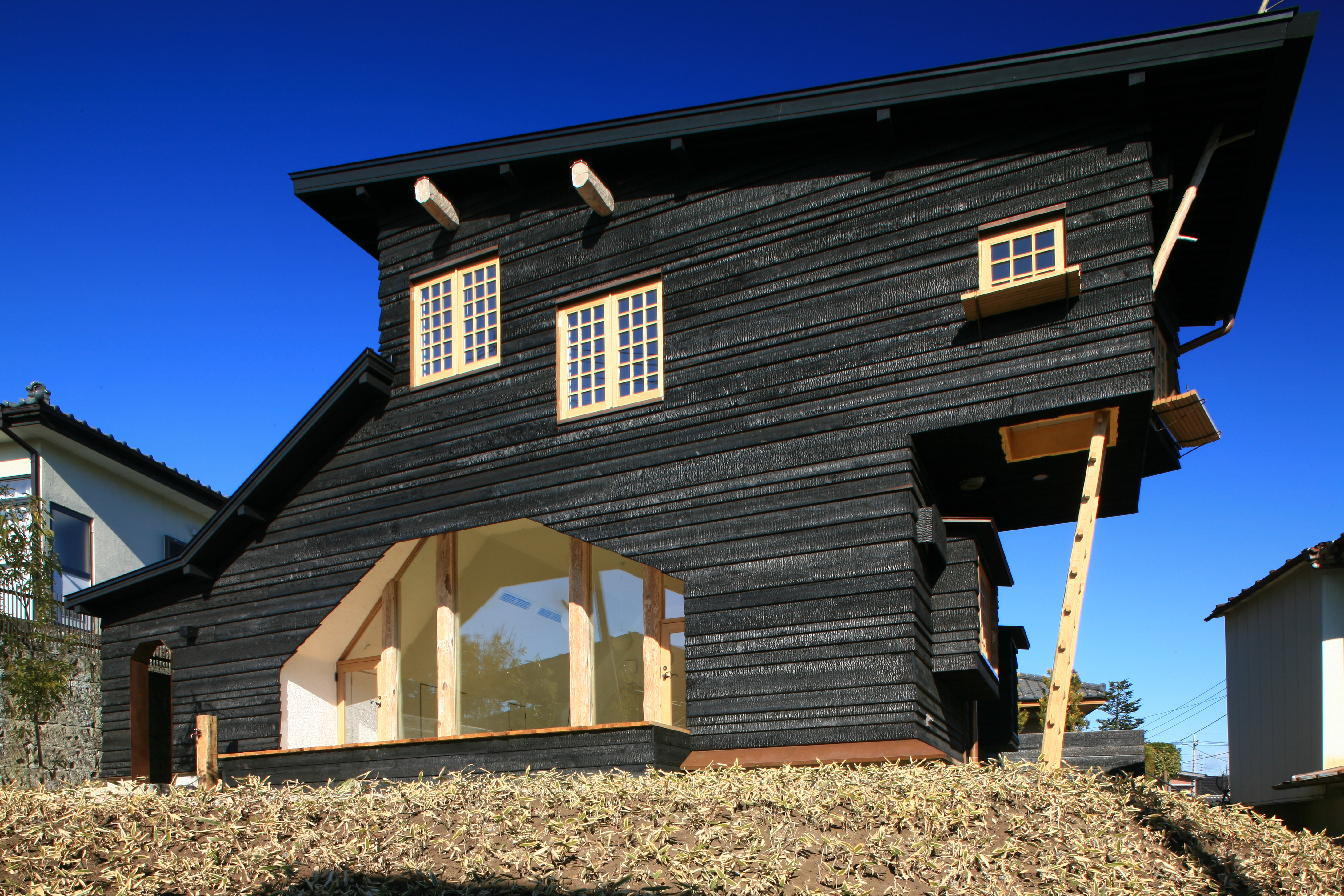
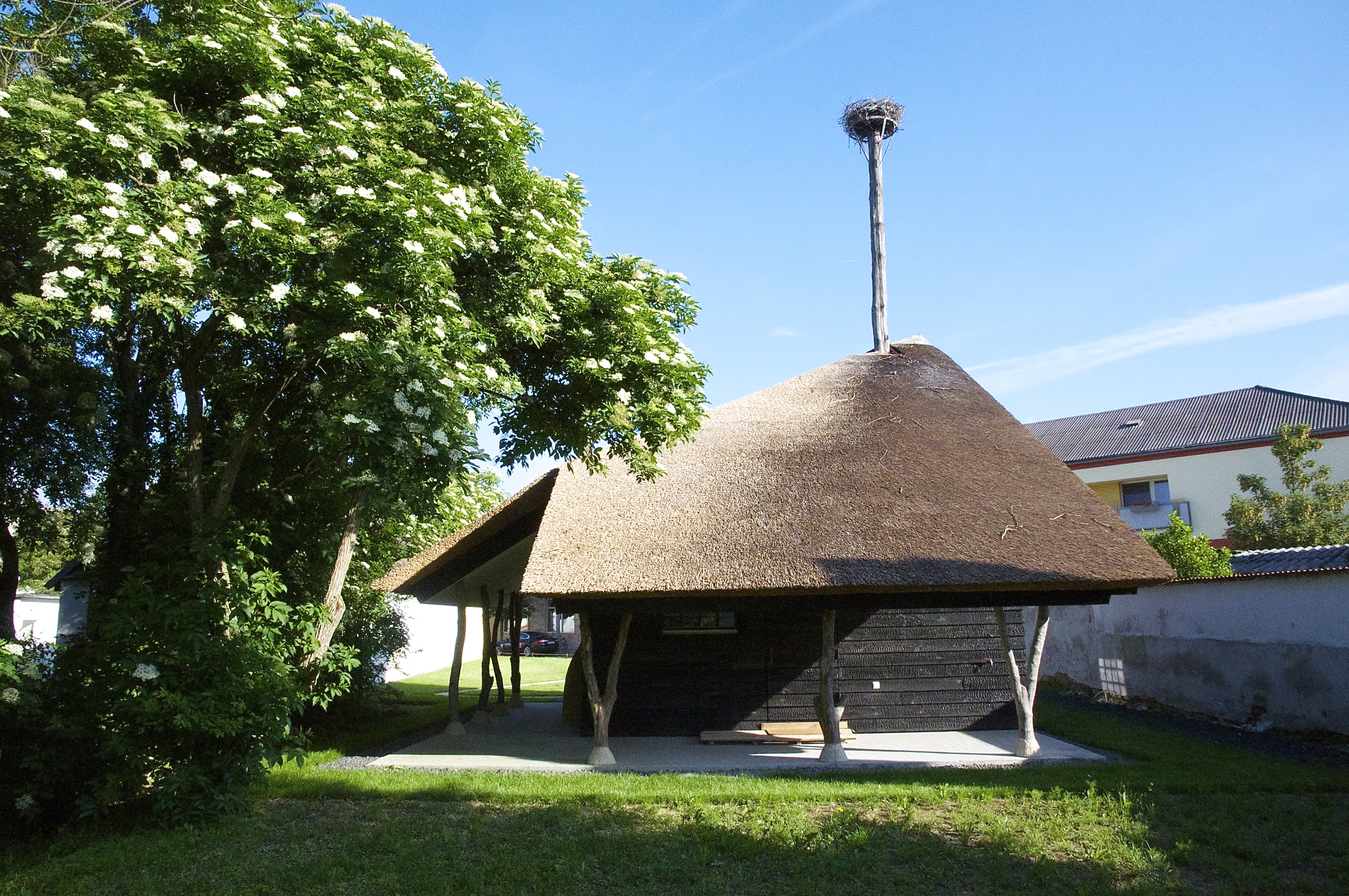
鹳庵
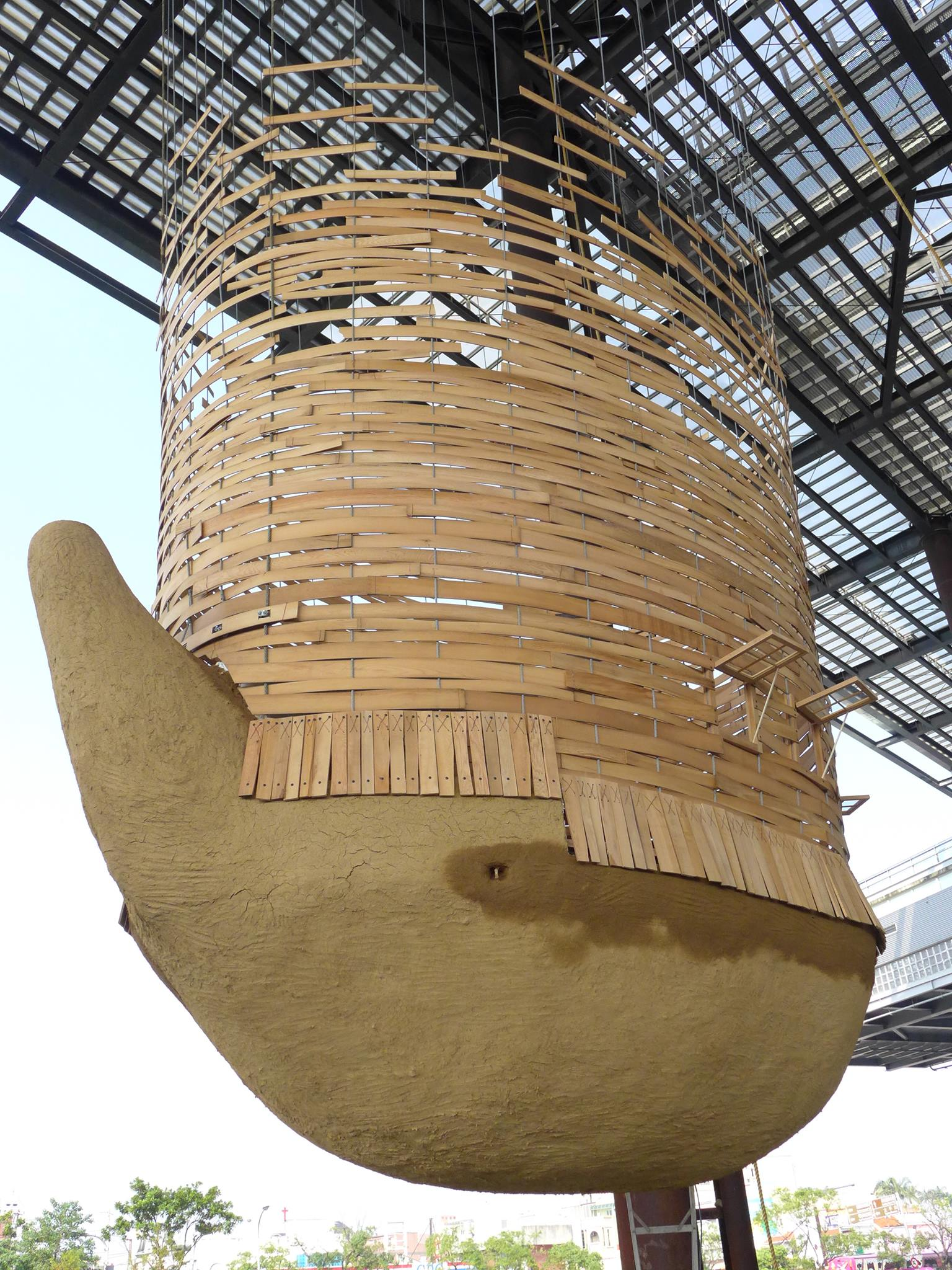
老懂轩
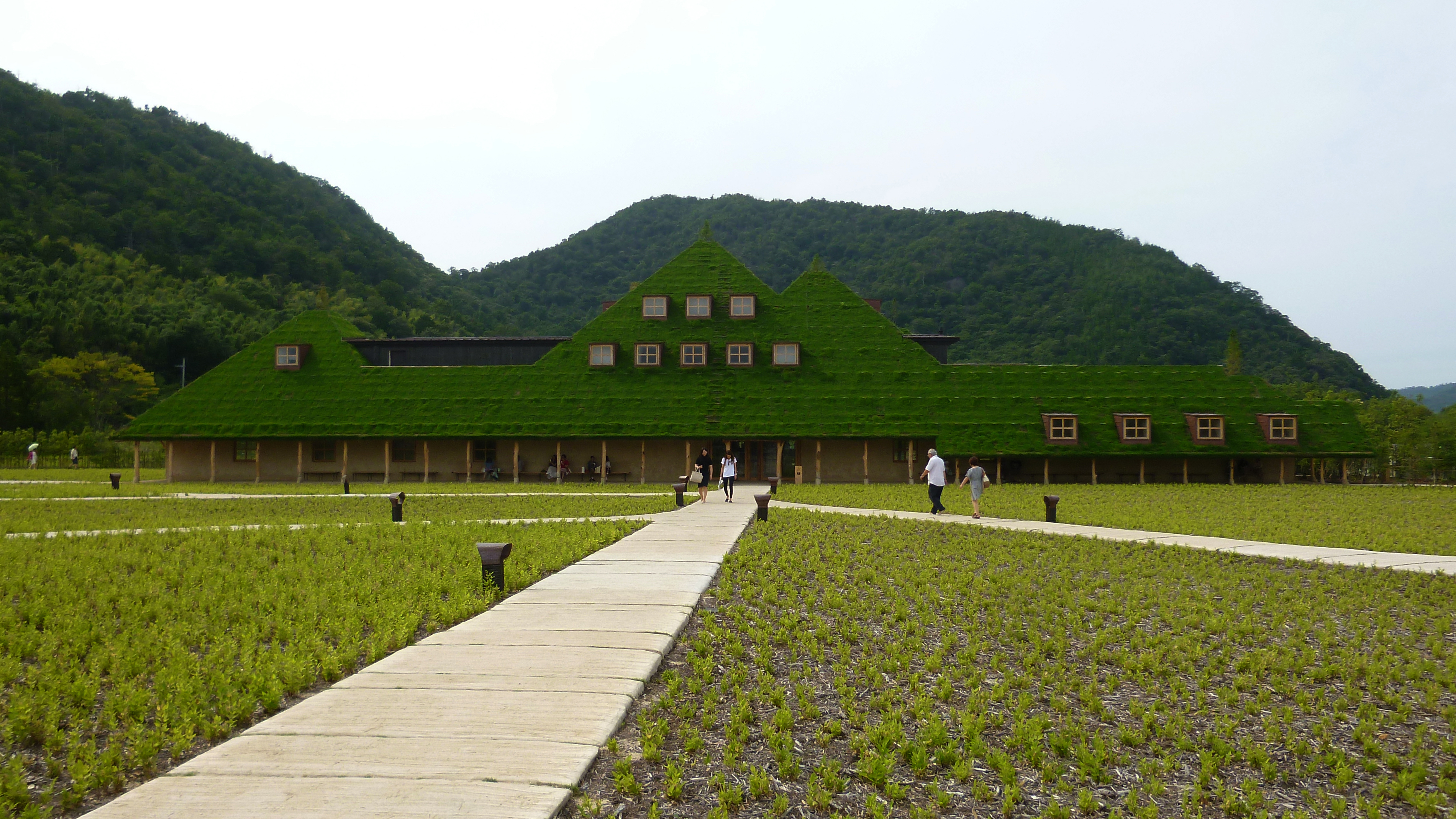
草屋根
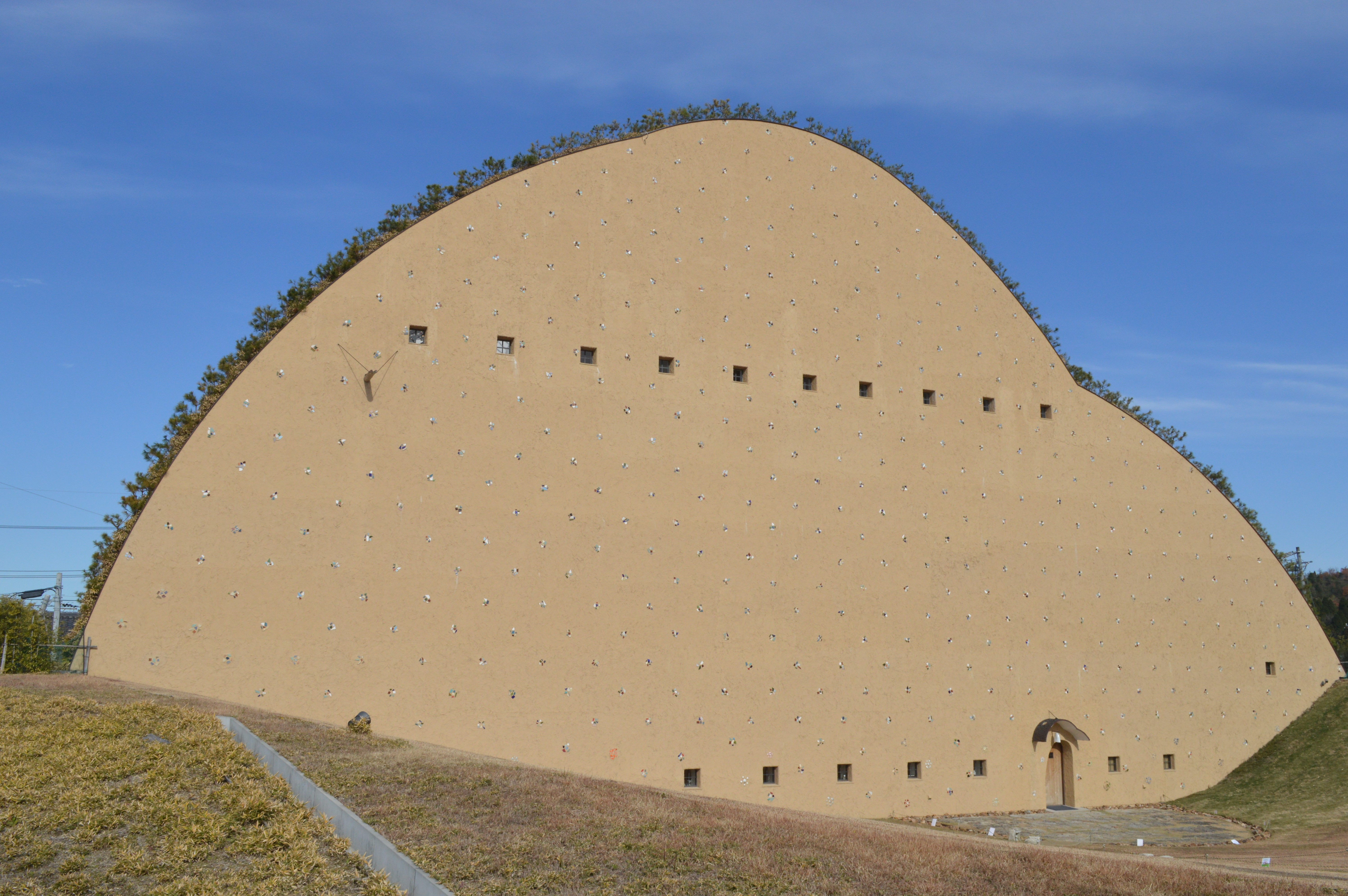
多治见市马赛克瓷砖博物馆
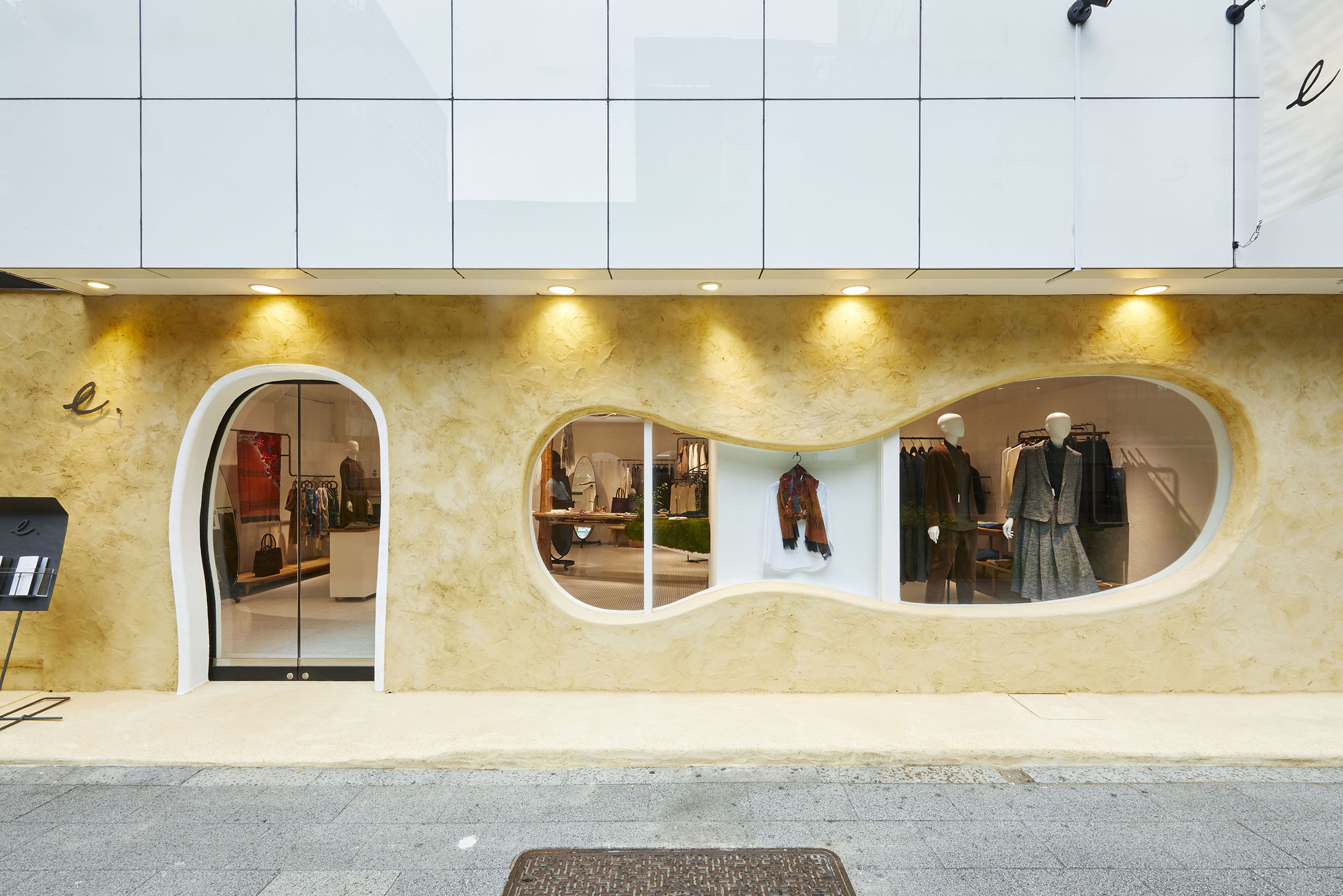
门店